# T.J. Shorts
Timothy Shorts II, detto T.J. (Irvine, 15 ottobre 1997), è un cestista statunitense naturalizzato macedone.

## Statistiche

### College
| Anno      | Squadra         | PG | PT | MP   | TC%  | 3P%  | TL%  | RP  | AP  | PRP | SP  | PP   |
| --------- | --------------- | -- | -- | ---- | ---- | ---- | ---- | --- | --- | --- | --- | ---- |
| 2017-2018 | UC Davis Aggies | 33 | 32 | 31,6 | 52,1 | 34,5 | 74,5 | 3,7 | 4,4 | 1,9 | 0,2 | 14,8 |
| 2018-2019 | UC Davis Aggies | 29 | 26 | 33,1 | 49,7 | 27,9 | 71,8 | 4,7 | 4,3 | 1,6 | 0,2 | 15,2 |
| Carriera  | Carriera        | 62 | 58 | 32,3 | 50,9 | 30,6 | 73,4 | 4,2 | 4,4 | 1,8 | 0,2 | 15,0 |

### Eurolega
| Anno      | Squadra  | PG | PT | MP   | TC%  | 3P%  | TL%  | RP  | AP  | PRP | SP  | PP   |
| --------- | -------- | -- | -- | ---- | ---- | ---- | ---- | --- | --- | --- | --- | ---- |
| 2024-2025 | Paris    | 37 | 37 | 27,3 | 49,5 | 36,1 | 73,4 | 2,6 | 7,3 | 1,0 | 0,1 | 19,0 |
| Carriera  | Carriera | 37 | 37 | 27,3 | 49,5 | 36,1 | 73,4 | 2,6 | 7,3 | 1,0 | 0,1 | 19,0 |

### Eurocup
| Anno       | Squadra  | PG | PT | MP   | TC%  | 3P%  | TL%  | RP  | AP  | PRP | SP  | PP    |
| ---------- | -------- | -- | -- | ---- | ---- | ---- | ---- | --- | --- | --- | --- | ----- |
| 2023-2024† | Paris    | 23 | 23 | 26,0 | 49,2 | 26,5 | 76,7 | 3,4 | 7,3 | 1,9 | 0,1 | 18,0* |
| Carriera   | Carriera | 23 | 23 | 26,0 | 49,2 | 26,5 | 76,7 | 3,4 | 7,3 | 1,9 | 0,1 | 18,0  |

## Palmarès

### Squadra
- Coppa di Francia: 1

Paris: 2024-2025
- Leaders Cup: 1

Paris: 2024
- Basketball Champions League: 1

Bonn: 2022-2023
- Eurocup: 1

Paris: 2023-2024

### Individuale
- Basketball Champions League Star Lineup: 1

Bonn: 2022-2023
- Basketball-Bundesliga MVP: 1

Bonn: 2022-2023
- Basketball Champions League MVP: 1

Bonn: 2022-2023
- Basketball Champions League Final Four MVP: 1

Bonn: 2022-2023
- MVP Leaders Cup: 1

Paris: 2024
- Eurocup MVP: 1

Paris: 2023-2024
- Eurocup Finals Mvp: 1

Paris: 2023-2024
- All-Eurocup First Team: 1

Paris: 2023-2024
- LNB Pro A MVP: 1

Paris: 2023-24